# Jörg Döring (Literaturwissenschaftler)
Jörg Döring (* 1966 in Bielefeld) ist ein deutscher germanistischer Literaturwissenschaftler. Er lehrt an der Universität Siegen Neuere deutsche Philologie, Medien- und Kulturwissenschaft.

## Lebenslauf
Jörg Döring studierte von 1986 bis 1995 Germanistik, Religionswissenschaft, Soziologie, Film- und Theaterwissenschaft an den Universitäten Kiel, Frankfurt am Main und der FU Berlin, wo er den Magister Artium erwarb. 1996 arbeitete er beim Verlag Stroemfeld/Roter Stern in Frankfurt am Main. Daran schloss die Tätigkeit als wissenschaftlicher Mitarbeiter am Institut für Neuere deutsche Literatur der HU Berlin an. 2001 wurde er mit einer Dissertation über Wolfgang Koeppen 1933–1948 promoviert.
Nachdem Jörg Döring 2002–2003 an der Universität Siegen eine Hochschulassistenz vertreten hatte, trat er hier 2003 eine mit „Neuere deutsche Literatur und Medien“ denominierte Juniorprofessur an und erhielt 2008 den Ruf auf eine mit „Neuere deutsche Philologie, Medien- und Kulturwissenschaft“ denominierte Universitätsprofessur, die er seither innehat. Er war als Gastprofessor und Visiting Fellow an der Keiō-Universität, Tokio, dem Duitsland Instituut der Universität Amsterdam und der Masaryk-Universität, Brno tätig.
Jörg Döring ist Mitglied im Advisory Board der bei De Gruyter erscheinenden internationalen Schriftenreihe Poetry in the Digital Age; er gehört zum Wissenschaftlichen Beirat des Forschungslabors „Espaces humains et interactions culturelles“ an der Faculté des Lettres et des Sciences Humaines, Université de Limoges, zum Wissenschaftlichen Beirat der internationalen Peter-Kurzeck-Gesellschaft sowie zur Redaktion der Zeitschrift für Kulturwissenschaft. – Er ist u. a. für die Alexander von Humboldt-Stiftung, die Volkswagenstiftung und die Deutsche Forschungsgemeinschaft als wissenschaftlicher Gutachter tätig.

## Forschung
Jörg Dörings Forschungsschwerpunkte liegen in der deutschsprachigen Literaturgeschichte des 20. und 21. Jahrhunderts von der klassischen Moderne bis zur Literatur der Gegenwart. Ein besonderes Interesse richtet sich auf die mit der literaturhistorischen Epochenschwelle von 1945 bei aller Diskontinuität verbundenen Kontinuitäten. In dieser Hinsicht arbeitet er an einer kritischen Revision des „Erfolgsmodells“ Gruppe 47 im Zusammenhang der geschichtspolitischen Auseinandersetzungen in der frühen Bundesrepublik.
Als Literatur- und Medientheoretiker trägt Döring grundsätzliche Überlegungen zu philologisch-hermeneutischen Grundbegriffen und Verfahren bei, auch zur disziplinären Notwendigkeit und den Chancen einer – analog zur historischen Zeitgeschichte reflektierten – Gegenwartsliteraturforschung. Als Protagonist eines Spatial turn in der germanistischen Literaturwissenschaft hat Döring Möglichkeiten konkreter kulturgeographischer Kartierung erprobt. Textgenetische Untersuchungen widmete er einem zentralen kollaborativen Werk der sogenannten Popliteratur: Tristesse Royale (von Joachim Bessing u. a.).
Eine ganze Reihe seiner Arbeiten liegt auf dem Gebiet der literaturwissenschaftlichen Paratextforschung. Sie rücken performative Epitexte in den Fokus, konkret die epitextuellen Formen und Funktionen der Autorenlesung poetischer Texte. Als Quellen-Korpus ziehen diese Forschungen insbesondere digitalmediale Auftritte solcher Lesungen, etwa auf YouTube, heran.
Seit Anfang 2021 ist Jörg Döring stellvertretender Sprecher des von der Deutschen Forschungsgemeinschaft an der Universität Siegen eingerichteten Sonderforschungsbereichs 1472 „Transformationen des Populären“. Ausgangspunkt dieses Forschungsverbundes ist die Annahme, dass populär ist, was von vielen beachtet wird. Was zur Kenntnis genommen und wie etwas zu bewerten ist, hänge in der modernen Gesellschaft zunehmend vom zählbaren Beachtungserfolg sowie der Kommunikation dieses Erfolgs ab. In diesem Zusammenhang hat Döring gemeinsam mit Thomas Hecken, Niels Werber und anderen ein Forschungsprogramm entwickelt, das die qualitativen Veränderungen untersucht, die einer Person oder Sache dadurch zukommen, dass sie als populär im Sinne einer quantitativ hohen Beachtung gilt. Ein besonderes Forschungsinteresse gilt dabei Phänomenen einer „Popularisierung zweiter Ordnung“, also der populären Inszenierung von Popularität (etwa in Charts, Bestsellerlisten oder Rankings). Zu diesem Forschungsverbund trägt Döring selbst zusammen mit den Buchwissenschaftlerinnen Katharina Knorr (Siegen) und Ute Schneider (Mainz) ein Forschungsprojekt über die Popularisierung wissenschaftlicher Erkenntnisse im Taschenbuch der frühen Bundesrepublik bei. Gefragt wird, wie „sich mit der Verbreitung wissenschaftlicher Texte im Taschenbuch Gehalt und Gestalt wissenschaftlichen Wissens transformieren.“

## Schriften (Auswahl)
- Ovids Orpheus. Stroemfeld, Basel-Frankfurt am Main 1996, ISBN 3-86109-135-6.
- Text der Stadt – Reden von Berlin. Literatur und Metropole seit 1989. Hrsg. von Erhard Schütz, Jörg Döring. Weidler, Berlin 1999, ISBN 3-89693-139-3.
- „Ich stellte mich unter, ich machte mich klein …“. Wolfgang Koeppen 1933–1948. Stroemfeld, Basel–Frankfurt am Main 2001, ISBN 3-86109-161-5.
- Antisemitismus in der Medienkommunikation. Mit Beiträgen von Micha Brumlik, Salomon Korn, Lea Rosh, Wolfgang Thierse u. a. Hrsg. von Jörg Döring, Clemens Knobloch, Rolf Seubert. Verlag der Gesellschaft zur Förderung arbeitsorientierter Forschung und Bildung, Frankfurt am Main 2005, ISBN 3-925070-71-0.
- zusammen mit Erhard Schütz: Benn als Reporter: „Wie Miss Cavell erschossen wurde“. Universi, Siegen 2007, ISBN 978-3-936533-22-4.
- Spatial Turn. Das Raumparadigma in den Kultur- und Sozialwissenschaften. Hrsg. von Jörg Döring, Tristan Thielmann. Transcript, Bielefeld 2008, ISBN 978-3-89942-683-0.
- Geo-Visiotype. Zur Werbegeschichte der Telekommunikation (= Sonderheft  MuK. Massenmedien und Kommunikation. Bd. 170/71). Hrsg. von Jörg Döring. Universi, Siegen 2009, ISSN 0721-3271.
- Mediengeographie. Theorie – Analyse – Diskussion. Hrsg. von Jörg Döring, Tristan Thielmann. Transcript, Bielefeld 2009, ISBN 978-3-8376-1022-2.
- Alfred Andersch revisited. Werkbiographische Studien im Zeichen der Sebald-Debatte. Hrsg. von Jörg Döring, Markus Joch. De Gruyter, Berlin–Boston, MA 2011, ISBN 978-3-11-026809-6.
- zusammen mit Felix Römer, Rolf Seubert: Alfred Andersch desertiert. Fahnenflucht und Literatur (1944–1952). Verbrecher, Berlin 2015, ISBN 978-3-943167-98-6.
- ‚rowohlts deutsche enzyklopädie‘: Wissenschaft im Taschenbuch 1955–68. Hrsg. von Jörg Döring, Sonja Lewandowski, David Oels = Themenheft Non Fiktion. Arsenal der anderen Gattungen 12,2 (2017), ISBN 978-3-86525-582-2.
- Peter Handke beschimpft die Gruppe 47. Universi, Siegen 2019, ISBN 978-3-96182-030-6.
- Germanistische Wahlverwandtschaften. Hrsg. von Marius Albers, Jörg Döring = Themenheft Zeitschrift für Literaturwissenschaft und Linguistik 51,1 (März 2021) (Editorial, Open Access).
- Bildung Taschenbuch BRD. Westdeutsche Leser:innen erzählen. Hrsg. von Jörg Döring, Ute Schneider. Verbrecher, Berlin 2024, ISBN 978-3-95732-598-3.

### Editionen (Auswahl)
- Edition der Werke Wolfgang Koeppens (Bände 1, 2, 3, 13, 15). Suhrkamp, Frankfurt am Main (bzw. Berlin) 2007 ff., ISBN 3-518-41800-9.
- Erhard Schütz: Echte falsche Pracht. Kleine Schriften zur Literatur. Hrsg. von Jörg Döring, David Oels. Verbrecher, Berlin 2011, ISBN 978-3-940426-93-2.
- Peter Kurzeck erzählt, Unerwartet Marseille: Live an der Universität Siegen am 25. Mai 2011. Regie und hrsg. von Jörg Döring. Stroemfeld, Frankfurt am Main 2012, ISBN 978-3-86600-007-0.